# Saint-Leu-d'Esserent
Saint-Leu-d'Esserent là một xã thuộc tỉnh Oise trong vùng Hauts-de-France phía bắc nước Pháp. Xã này nằm ở khu vực có độ cao trung bình 29 mét trên mực nước biển. Xã nằm bên hai bờ sông Oise. "Saint Leu" nổi tiếng với các động nấm 3000 m2 dưới cao nguyên.
Bản mẫu:Commons cat left